# Esgrima nos Jogos Olímpicos de Verão da Juventude de 2014 - Florete rapazes
As competições de florete individual masculino da esgrima nos Jogos Olímpicos de Verão de Verão da Juventude de 2014 foram disputadas a 19 de Agosto no Centro Internacional de Exposições de Nanquim em Nanquim, China. Andrzej Rzadkowski foi Ouro pela Polônia, Choi Chun Yin Ryan de Hong Kong foi Prata e a medalha de Bronze foi ganha por Enguerand Roger da França.

## Medalhistas
| Ouro   | POL Andrzej Rzadkowski |
| Prata  | HKG Choi Chun Yin Ryan |
| Bronze | FRA Enguerand Roger    |

## Resultados

### Finais
|  | Semifinais             | Semifinais             |    |                     | Final                  | Final |  |
|  |                        |                        |    |                     |                        |       |  |
|  |                        |                        |    |                     |                        |       |  |
|  | HKG Choi Chun Yin Ryan | 15                     |    |                     |                        |       |  |
|  | FRA Enguerand Roger    | 14                     |    |                     |                        |       |  |
|  |                        |                        |    |                     |                        |       |  |
|  |                        |                        |    |                     |                        |       |  |
|  |                        |                        |    |                     | HKG Choi Chun Yin Ryan | 13    |  |
|  |                        | POL Andrzej Rzadkowski | 15 |                     |                        |       |  |
|  |                        |                        |    |                     |                        |       |  |
|  |                        |                        |    |                     |                        |       |  |
|  |                        |                        |    |                     | Disputa pelo bronze    |       |  |
|  |                        |                        |    |                     |                        |       |  |
|  | KOR Seo Myeong Cheol   | 10                     |    | FRA Enguerand Roger | 15                     |       |  |
|  | POL Andrzej Rzadkowski | 15                     |    |                     | KOR Seo Myeong Cheol   | 11    |  |